# История Южной Георгии и Южных Сандвичевых Островов
Остров Южная Георгия, вместе с Южными Сандвичевыми островами, скалами Шаг и скалами Клерк, образуют британскую заморскую территорию Южная Георгия и Южные Сандвичевы Острова. По своей площади эта страна несколько больше штата Род-Айленд (США) и в полтора раза крупнее Люксембурга. Поскольку острова растянуты на протяжении 1300 км от острова Туле на юго-востоке до скал Шаг на северо-западе, их двухсотмильная исключительная экономическая зона охватывает 1,4 млн квадратных километров. Ресурсы этих вод, среди биологически наиболее продуктивных в мировом океане, эксплуатируются в соответствии с рекомендациями Конвенции о сохранении морских живых ресурсов Антарктики.

## XVII—XIX век
Существует распространённое мнение, что Южную Георгию будто бы открыл известный флорентийский путешественник Америго Веспуччи в 1502 году в одном из своих плаваний. Другие считают что остров был открыт английским буканьером Уильямом Коули в декабре 1683 года. Анализ документов, однако, опровергает эти предположения.
В апреле 1675 года, обогнув мыс Горн по пути из Чили в Бразилию, судно лондонского купца Антони де ла Роше попало в шторм у южного входа в пролив Ле-Мер и было заброшено далеко на восток, где нашло убежище в одном из заливов острова в течение двух недель. На картах стали обозначать остров Роше в честь открывателя. Во второй раз остров увидели в 1756 году с проходящего испанского судна «Леон» и дали ему новое имя: Сан Педро.
Эти первые визиты не привели к каким-либо территориальным притязаниям. В частности, Испания никогда не претендовала на остров, который к тому же оказался в «португальской» половине мира согласно Тордесильясскому договору 1494 года между Испанией и Португалией.
Великий английский мореплаватель Джеймс Кук на кораблях «Резолюшен» и «Адвенчер» был первым, кто ступил на берег, обследовал и картографировал остров, который он переименовал в «остров Георгия» по имени английского короля Георга III. Исполняя инструкцию Адмиралтейства, 17 января 1775 года Кук объявил остров владением британской короны.
Капитан Кук открыл также скалы Клерка и архипелаг Южных Сандвичевых островов. Три из островов архипелага (Завадовского, Лескова и Высокий) были открыты в 1819 году русской антарктической экспедицией Фаддея Беллинсгаузена и Михаила Лазарева на кораблях «Восток» и «Мирный», которая до этого обследовала юго-западное побережье Южной Георгии и остров Анненкова. Скалы Шаг обнаружило испанское судно «Аврора» в 1762 году.
В последних десятилетиях XVIII и на протяжении всего XIX века Южную Георгию населяли английские и североамериканские охотники на тюленей, которые оставались надолго, а иногда и зимовали на острове. Эффективное владение, а также непрерывное и неоспариваемое британское управление было узаконено Патентным письмом 1843 года, дополненным в 1876, 1892 и 1908 годах. Охота и сохранение поголовья тюленей регулировались административными актами 1881 и 1899 годах. Остров был включен в Ежегодник Министерства колоний с 1887 года.
Южная Георгия и Южные Сандвичевы Острова стали одними из Зависимых территорий Фолклендских островов. Административно они управлялись властями Фолклендов, но не были их частью в политическом смысле. Южные Сандвичевые острова были формально аннексированы Патентным письмом 1908 года. В 1985 году была образована заморская территория Великобритании Южная Георгия и Южные Сандвичевы Острова.

## XX век
В XX веке Южная Георгия превратилась в крупнейший мировой центр китобойного промысла; были основаны береговые базы Грютвикен (период функционирования 1904—64), Лит-Харбор (1909—65), Оушен-Харбор (1909—20), Хусвик (1910—60), Стромнес (1912—61) и Принс-Олав-Харбор (1917—34). Все китобойные базы и компании на острове (норвежские, британские, аргентинская, южноафриканская и японские) работали на базе лицензий выдаваемых губернатором Фолклендских островов и зависимых территорий. В частности, требование Аргентинской рыбной компании было подано через британское посольство в Буэнос-Айресе и удовлетворено в 1905 году.
Карл Антон Ларсен, основатель Грютвикена, был натурализованным британцем норвежского происхождения. Его просьба на получение британского подданства была вручена британскому магистрату Южной Георгии и одобрена в 1910 году. В качестве менеджера Аргентинской рыбной компании Ларсен организовал строительство Грютвикена — смелое начинание, осуществлённое шестьюдесятью норвежцами всего за месяц: от их прибытия на остров 16 ноября до пуска в эксплуатацию завода китового жира 24 декабря 1904 года. Ларсен выбрал место китобойной базы во время своего прошлого визита в 1902 году, когда Шведская антарктическая экспедиция Отто Норденшельда обследовала часть острова и дала небольшому заливу имя «Грютвикен» («Котельный залив») из-за множества предметов, оставленных промысловиками, в том числе котлов для топки тюленьего жира. Один из этих котлов с надписью «Джонсон и сыновья, Ваппинг Док Лондон» сохраняется и поныне в Музее Южной Георгии в Грютвикене.
Среди китобоев преобладали выходцы из Норвегии. Во время китоловной эры, продолжавшейся до 1965 года, численность населения колебалась от примерно 1000 человек летом (в некоторые годы более 2000) до примерно 200 зимой. Первая перепись населения была проведена британским магистратом Джеймсом Уилсоном 31 декабря 1909 года. Было зарегистрировано 720 человек, включая трёх женщин и одного ребёнка, в том числе 579 норвежцев, 58 шведов, 32 британца, 16 датчан, 15 финнов, 9 немцев, 7 россиян, 2 голландцев, 1 француз и 1 австриец.
Управляющие и другие старшие служащие китобойных баз часто жили вместе с семьями. Среди них был Фритьоф Якобсен с своей супругой Кларой Олетте Якобсен, чья дочь Сольвейг Гунбьёрг Якобсен считается первым человеком рождённым в Антарктике — 8 октября 1913 года в Грютвикене. На острове имеется также более 200 могил, самые старые — 1820 года. Среди них могила 1922 года исследователя Антарктики сэра Эрнеста Шеклтона, который в 1916 году пересёк море Скоша на семиметровой лодке «Джеймс Кэрд» в одном из самых смелых плаваний малых судов в истории мореходства, добрался до Южной Георгии и сумел организовать спасение своей экспедиции, терпевшей бедствие на Южных Шетландских островах.
Метеорологические наблюдения в Грютвикене были начаты Ларсеном в 1905 году, а с 1907 года проводились Аргентинской рыбной компанией в сотрудничестве с Аргентинским метеорологическим бюро во исполнение требований британской лицензии до её изменения в 1949 году.
С ноября 1909 года на Южной Георгии постоянно пребывает британский магистрат, осуществляющий местное административное управление территории. Его должность учреждена Патентным письмом 1908 года, получение которого аргентинское Министерство иностранных дел формально подтвердило 18 марта 1909 года без протестов. В последующие годы, военные и коммерческие аргентинские судна, как и аргентинские граждане посещали остров при соблюдении обычных портовых, таможенных и иммиграционных формальностей, осуществляемых местными британскими властями. Первые официальные претензии на Южную Георгию Аргентина заявила в 1927 году, а на Южные Сандвичевые острова — в 1938 году. С тех пор Аргентина поддерживает свои притязания на Южную Георгию и Южные Сандвичевы острова, но неоднократно (в 1947, 1951, 1953, 1954 и 1955 годах) отказывалась выставить эти претензии на разрешение в Международном суде или независимом арбитраже.
7 ноября 1976 года на острове Туле, одном из Южных Сандвичевых островов, была скрытно оборудована  аргентинская военно-морская база «Корбетта-Уругвай». Великобритания опротестовала эту акцию в январе 1977 года, а впоследствии репатриировала аргентинский персонал в 1982 году.
Во время Фолклендского конфликта аргентинские силы оккупировали Грютвикен и Лит-Харбор 3 апреля 1982 года после двухчасового боя, в ходе которого был повреждён аргентинский корвет «Гуэррико» и сбит аргентинский вертолёт. После этих потерь Аргентина не смогла оккупировать остальную часть острова и базу Бэрд Айленд, которая, как и полевые лагеря в заливах Шлипер и Сент-Эндрюс и на леднике Лайел, осталась под британским контролем. После того как 25 апреля 1982 года флот Великобритании вывел из строя и взял в плен аргентинскую подводную лодку «Санта Фе» у Южной Георгии, аргентинский гарнизон капитулировал.
После Фолклендского конфликта Великобритания поддерживала небольшой гарнизон в Грютвикене до марта 2001 года, после чего остров снова возвратился к гражданскому управлению.
Из-за своей отдалённости в океане и сурового климата, Южная Георгия никогда не имела коренного населения, по сей день на этой территории не поселяются постоянные семьи больше чем на одно поколение. Нынешние населённые пункты включают Грютвикен, Кинг-Эдуард-Пойнт, Бэрд-Айленд и Хусвик. Кинг-Эдуард-Пойнт, часто рассматриваемый как часть соседнего Грютвикена, является портпунктом ввоза  и резиденцией британских портовых, таможенных, иммиграционных, рыболовных и почтовых властей и администрации. С 1995 года Южноафриканское метеорологическое бюро содержит с позволения Великобритании две автоматические метеостанции на островах Завадовского и Туле в необитаемом и вулканически активном архипелаге Южные Сандвичевы острова.